# 鱼湖
鱼湖是一个位于中国宁夏回族自治区石嘴山市的湖泊，面积约为13.06平方千米，属于黄河区。它的一级流域为黄河流域，二级流域为黄河干流水系。